# Scutia buxifolia
Scutia buxifolia là một loài thực vật có hoa trong họ Táo. Loài này được Siegfried Reissek miêu tả khoa học đầu tiên năm 1861.

## Phân bố
Loài này được tìm thấy tại Argentina (đông bắc, tây bắc), Bolivia, Brasil (nam, đông nam), Uruguay.

## Lưu ý
Danh pháp Scutia buxifolia mà John Hutchinson và Marion Beatrice Moss đề cập năm 1928 trong Bulletin of Miscellaneous Information, Royal Botanic Gardens, Kew là đồng nghĩa của Scutia myrtina.